# (33763) 1999 RB84
1999 RB84 (asteroide 33763) é um asteroide da cintura principal. Possui uma excentricidade de 0.07378670 e uma inclinação de 10.52333º.
Este asteroide foi descoberto no dia 7 de setembro de 1999 por LINEAR em Socorro.